# Bromid manganatý
Bromid manganatý je anorganická sloučenina se vzorcem MnBr2. Krystalizuje v bezvodé formě, nebo jako tetrahydrát.
Připravuje se reakcí manganu nebo uhličitanu manganatého s kyselinou bromovodíkovou.

## Použití
Bromid manganatý se používá namísto palladia ve Stilleově reakci, která spojuje dva atomy uhlíku při použití organocínových sloučenin.

## Podobné sloučeniny
- Fluorid manganatý
- Chlorid manganatý
- Jodid manganatý
- Bromid železnatý
- Bromid kobaltnatý
- Bromid manganitý